# Tarquinio Merula

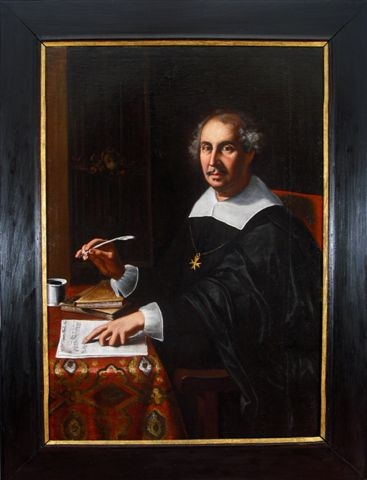
Bildnis von Tarquinio Merula, 17. Jhd.

Tarquinio Merula (* 25. November 1595 in Busseto; † 10. Dezember 1665 in Cremona) war ein Komponist und Organist des italienischen Frühbarocks.
Tarquinio Merula wurde 1616 Organist in Lodi und 1622 Kapellmeister an Santa Maria Maggiore in Bergamo. Er ging 1623 als Hoforganist nach Warschau, wo er ab 1624 für König Sigismund III. Wasa tätig war. Im Jahr 1628 kehrte er nach Italien zurück. Er war Organist und Konzertmeister an Sant’Agata und Kapellmeister am Dom von Cremona, von 1633 bis 1642 war er wieder auf seinem früheren Posten in Bergamo. Von 1652 bis zum Tod abermals am Dom zu Cremona.
Dank Amati und seinen Schülern gehörte Cremona bereits in der zweiten Hälfte des 16. Jahrhunderts zu den bedeutenden Zentren des Streichinstrumentenbaus. Folglich war die Nachfrage nach Instrumentalmusik bei lokalen Patriziern und Adel hoch. Merula und Niccolò Corradini gehörten zu den Komponisten, die den Bedarf an kirchlicher und weltlicher Musik bedienten. Seine mehrstimmigen Instrumentalwerke (Canzonen, Balli, Sonaten) gehören zu den erwähnenswerten Beispielen der Violin- und Triosonatenliteratur der Zeit vor 1650. Für den kirchlichen Gebrauch schrieb er zahlreiche Madrigale mit Instrumentalbegleitung und Messen. Zu seinen Werken gehört die Oper La finta savia aus dem Jahr 1643.

## Werke
- op. 1 Canzoni A Quattro voci per sonare con ogni sorte de stromenti Musicali. Venedig 1615
- op. 4 Il Primo Libro de Madrigaletti. Venedig 1624
- op. 5 Il Primo Libro de madrigali concertati für 4 bis 6 Stimmen und B.c. Venedig 1624
- op. 6 Il Primo Libro de Motetti e Sonate. Venedig 1624
- op. 7 Satiro e Corisca. Dialogo musicale für 2 Stimmen und B.c. Venedig 1626
- op. 8 Libro secondo de concerti spirituali con alcune sonate. Venedig 1628
- op. 9 Il secondo libro delle Canzoni da suonare a tre. Venedig 1639
- op. 10 Madrigali et altre musiche concertate a 1–5, libro secondo. Venedig 1633 und 1635
- op. 11 Pegaso, opera musicale, salmi, motetti, suonate a 2-5 voci, libro secondo. Venedig 1637 und 1640
- op. 12 Canzoni, overo sonate concertate per chiesa e camera..., Libro terzo. Venedig 1637
- op. 15 Concerto … messi, salmi … concertati, 2–8, 12 voci e stromenti. Venedig 1639
- op. 16 Arpa Davidica … salmi, et messe, a 4. Venedig 1640
- La finta savia, Oper, Venedig 1643, nach einem Libretto von Giulio Strozzi
- op. 17 Il quarto libro delle canzoni da suonare. Venedig 1651
- op. 18 Il terzo libro delle salmi et messa concertati, a 3–4. Venedig 1652

- Darüber hinaus befinden sich Manuskripte von Motetten im Stadtarchiv Aachen, in der Bibliothek des Liceo Musicale in Bologna und in der Biblioteca dell'Accademia Nazionale dei Lincei e Corsiniana in Rom, Manuskripte von Tastenmusik in der Zentralbibliothek Solothurn und im Staatsarchiv des Kantons Uri in Altdorf.